# Lazulita
La lazulita es un mineral del grupo de los fosfatos. Es un hidroxi-fosfato de aluminio, hierro y magnesio. Sus cristales son de color azul intenso, característica por la que se le puso nombre, el cual deriva de la palabra árabe lazurd que significa "cielo" y del griego litos, piedra. Sinónimos poco usados de este mineral son: berkeyita, gersbyita, mollita, tetragophosphita y voraulita.
Fácil de reconocer por el hábito de los cristales claramente bipiramidales. No debe confundirse con el silicato lazurita ni con el carbonato azurita, con los que no tiene nada que ver, sólo se parecen los nombres etimológicamente porque los tres tienen color azul.
Descubierta en 1795 en Salzburgo (Austria).
La lazulita es una serie de solución sólida, en un extremo estaría la "lazulita pura" rica en magnesio mientras que en el otro extremo estaría la escorzalita rica en hierro.

## Ambiente de formación
Aparece en rocas metamórficas de tipo cuarcita, en donde puede aparecer asociado a minerales como sillimanita, cuarzo, pirofilita, moscovita, cianita, grupo de los granates, dumortierita o corindón.
También puede encontrarse en rocas ígneas: en los bordes de complejos de granito y pegmatitas así como en filones de cuarzo, en donde aparece asociada a otros minerales como rutilo y andalucita.
Por su dureza es también común encontrarla en depósitos aluviales.

## Localización y extracción
Se han encontrado cristales de hasta 5 cm de largo en Georgia (Estados Unidos de América), Suiza, Suecia y Austria. La variedad escorzalita es muy abundante en pegmatitas de Brasil.
Se ha usado como piedra preciosa ornamental, aunque de escaso valor.